# 투쿠망야자
투쿠망야자(tucumã椰子, 학명: Astrocaryum aculeatum 아스트로카리움 아쿨레아툼[*])는 종려과의 나무이다.

## 이름
포르투갈어 "투쿠망(tucumã)"의 어원은 고대 투피어 "투쿠망(tuku'mã)"이다.
종소명 "아쿨레아툼(aculeatum)"은 "가시가 있는"이라는 뜻이다.

## 분포
가이아나, 베네수엘라, 볼리비아, 브라질, 수리남, 콜롬비아, 트리니다드 토바고, 페루, 프랑스령 기아나 등 남아메리카 북부에 분포한다.

## 이용
야자심과 열매(투쿠망)를 식용한다. 씨에서 기름을 짜기도 한다.

## 사진

씨
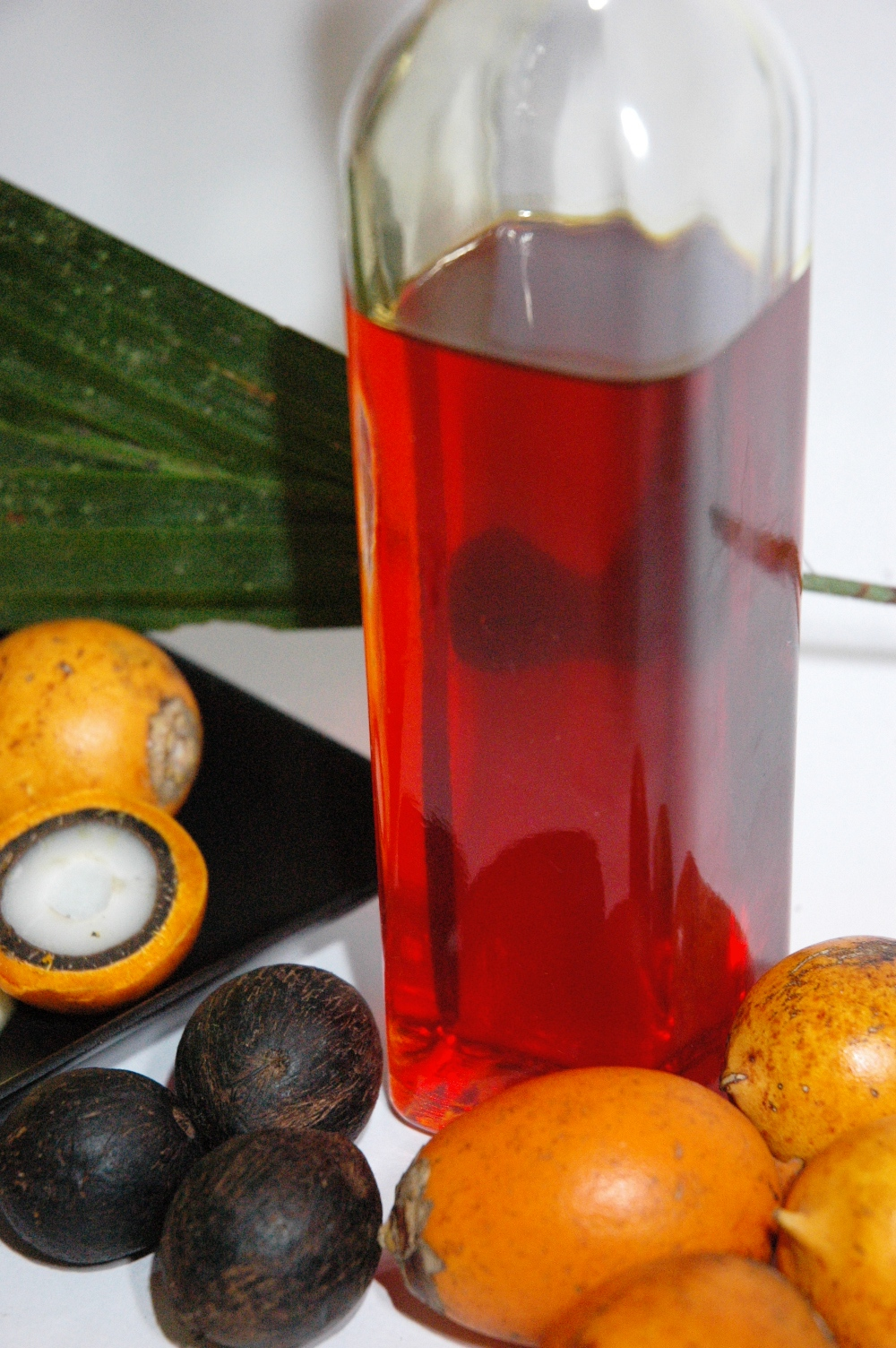
열매와 기름